# Đức Phúc (xã)
Đức Phúc là một xã thuộc huyện Ninh Giang, tỉnh Hải Dương, Việt Nam.

## Địa lý
Xã Đức Phúc có diện tích 11,14 km², dân số năm 2022 là 12.313 người, mật độ dân số đạt 1.105 người/km².

## Lịch sử
Ngày 24 tháng 10 năm 2024, Ủy ban Thường vụ Quốc hội ban hành Nghị quyết số 1250/NQ-UBTVQH15 về việc sắp xếp đơn vị hành chính cấp xã của tỉnh Hải Dương giai đoạn 2023 – 2025 (nghị quyết có hiệu lực từ ngày 1 tháng 12 năm 2024). Theo đó, thành lập xã Đức Phúc thuộc huyện Ninh Giang trên cơ sở toàn bộ 4,96 km² diện tích tự nhiên, quy mô dân số là 4.963 người của xã Vạn Phúc và toàn bộ 6,18 km² diện tích tự nhiên, quy mô dân số là 7.350 người của xã Hồng Đức.
Xã Đức Phúc có 11,14 km² diện tích tự nhiên và quy mô dân số là 12.313 người.